# Elio Rostagno
Elio Rostagno (Cuneo, 25 gennaio 1947) è un politico italiano.

## Biografia
Consigliere comunale a Cuneo con il Partito Repubblicano Italiano dal 1985 al 1995, alle elezioni amministrative del 1995 fu candidato a sindaco di Cuneo alla guida di una coalizione di centro-sinistra costituita dalla lista civica "Cuneo Viva", espressione dell'Ulivo cuneese, e dalla Lega Nord. Al secondo turno del 7 maggio ottenne il 67% dei voti avendo la meglio sul candidato del centro-destra Giovanni Cerutti. Candidato per un secondo mandato alle elezioni del 1998, venne rieletto il 7 giugno con il 60% dei voti al ballottaggio contro Guido Bonino.
Dal 1999 al 2009 fu consigliere provinciale per la Provincia di Cuneo. Candidato alla carica di presidente della provincia alle elezioni del 2004, venne sconfitto da Raffaele Costa del centro-destra che ottenne il 53% dei voti.
Alle elezioni regionali del 2005 fu eletto al Consiglio regionale del Piemonte nella lista "L'Unione per Bresso" in sostegno della candidata Mercedes Bresso, poi eletta presidente del Piemonte. Nel 2007 aderì al Partito Democratico. Alle successive elezioni regionali del 2010 risultò il primo dei non eletti nella circoscrizione di Cuneo. Il 19 marzo 2013, in seguito alle dimissioni di Mino Taricco eletto alla Camera dei deputati, gli subentrò sedendo sui banchi del consiglio regionale fino alla prematura fine della legislatura il 25 maggio 2014.